# Magnetic
Magnetic es el décimo álbum de estudio de la banda de rock estadounidense Goo Goo Dolls, lanzado el 11 de junio de 2013 a través de Warner Bros Records. Está disponible en CD, Vynil y descargas digitales.
El proceso de grabación tomó lugar a finales de 2012 y principios de 2013. Rzeznik vino con la idea del título del álbum durante una conversación por teléfono con su mánager, quien le dijo a Rzeznik: "Piensa en un título para el álbum. Trata de usar una palabra." Magnetic fue la primera palabra que se le vino a la mente.
Durante una entrevista con UpVenue el 16 de febrero de 2011, Rzeznik confirmó que había estado escribiendo nuevo material para un nuevo álbum durante el Something for the rest of us tour. "He estado experimentando esta última semana, mientras hemos estado en esta gira, escribiendo letras y estructurando melodías" dijo Rzeznik. "No podemos esperar otros cuatro años para sacar otro álbum; esa es una ridícula perdida de tiempo".
El 9 de agosto de 2012 la banda anunció que se encontraba grabando su décimo álbum de estudio. Robby Takac reveló algunos detalles acerca de las sesiones de grabación del nuevo álbum. El álbum está programado a principios de 2013. La banda usó productores como lo hizo en Something for the rest of us. En agosto y septiembre tenían varias sesiones de grabación con John Shanks en Henson Recording Studios en Hollywood LA y en octubre de 2012 con Gregg Wattenberg en Quad Studios en la ciudad de Nueva York.
El 18 de enero de 2013 lanzó el primer sencillo de Magnetic titulado Rebel beat. Más tarde el 15 de febrero de 2013 los Goo Goo Dolls publicaron una exclusiva primera impresión de la portada de su nuevo álbum. El 3 de abril anunciaron que la fecha de lanzamiento se había atrasado del 7 de mayo al 11 de junio. El 19 de julio de 2013 los Goo Goo Dolls anunciaron su segundo sencillo que sería Come to me.

## Lista de canciones
| N.º | Título                             | Escritor(es)                       | Duración |  |
| 1.  | «Rebel Beat»                       | John Rzeznik, Gregg Wattenberg     | 3:34     |  |
| 2.  | «When the World Breaks Your Heart» | Rzeznik, Wattenberg, J. T. Harding | 3:33     |  |
| 3.  | «Slow It Down»                     | Rzeznik, Wattenberg                | 3:11     |  |
| 4.  | «Caught in the Storm»              | Rzeznik, John Shanks               | 3:57     |  |
| 5.  | «Come to Me»                       | Rzeznik, Wattenberg                | 3:45     |  |
| 6.  | «Bringing On the Light»            | Robby Takac                        | 3:16     |  |
| 7.  | «More of You»                      | Rzeznik, Shanks                    | 3:26     |  |
| 8.  | «Bulletproofangel»                 | Rzeznik, Andy Stochansky           | 3:23     |  |
| 9.  | «Last Hot Night»                   | Rzeznik, Todd Clark                | 3:37     |  |
| 10. | «Happiest of Days»                 | Takac                              | 3:31     |  |
| 11. | «Keep the Car Running»             | Rzeznik, Shanks                    | 4:08     |  |

Bonus tracks
- 12 Home (Live)
- 13 Black balloon (Live)